# 井戸弘道
井戸 弘道（いど ひろみち、生年不詳 - 安政2年7月26日（1855年9月7日））は、幕末の江戸幕府旗本。通称、鉄太郎、石見守。井戸弘勗の長男、母は福原資明の娘。
当初西丸小姓番士だったが、弘化3年（1846年）徒頭となり、翌年には西丸目付に昇進。嘉永元年（1847年）目付となり、勝手掛、海防掛を兼務する。嘉永6年（1853年）浦賀奉行となり、同年のペリー来航時には、同じく浦賀奉行の戸田氏栄とともに久里浜でペリーより国書を受け取った。同年には大目付に就任し、再び海防掛を兼務。安政元年（1854年）軍制改正用掛となった。老練な実務官僚として優れていたとの評が残っている。安政2年（1855年）大目付在任中に卒去。墓所は下谷稲荷町の法養寺（現在は大田区池上に移転）と多摩郡成瀬村の東雲寺。
生年は不明だが、ペリーの日記によると「戸田氏栄より10歳から15歳ほど年長に見えた」とのことである。